# 루비 제린스
루비 제린스(Ruby Jerins, 1998년 11월 11일 ~ )는 미국의 배우이다.

## 출연 작품

### 영화
- 챈스 일병의 귀환 (2009)
- 셔터 아일랜드 (2010)
- 리멤버 미 (2010)
- 라우더 댄 밤즈 (2015)

### 텔레비전
- 애즈 더 월드 턴즈 (2006-07)
- Six Degrees (2006-07)
- 너스 재키 (2009-15)